# Indesit
Indesit is een Italiaanse fabrikant van witgoedartikelen, gevestigd in Fabriano, Ancona.

## Activiteiten
In 2012 had het bedrijf productievestigingen in Italië, Polen, het Verenigd Koninkrijk, Rusland en Turkije en telde zo'n 16.000 medewerkers. Belangrijke merknamen naast Indesit zijn Hotpoint en Scholtès. In 2012 werd in West-Europa iets meer dan de helft van de totale omzet gerealiseerd en in Oost-Europa ruim een derde.

## Geschiedenis
In 1975 werd het bedrijf Merloni Elettrodomestici SpA opgericht door Vittorio Merloni. Al in 1985 neemt het Indesit over, indertijd de grootste concurrent. Beide merken bleven naast elkaar bestaan. In 1987 kreeg het bedrijf een notering aan de beurs van Milaan.
In 2005 kreeg het gehele bedrijf de naam Indesit, maar binnen Italië blijven de overige namen wel bestaan.
In 2014 is Indesit onderdeel geworden van Whirlpool uit de Verenigde Staten.